# Riedbach (Gespringsbach)
Der Riedbach ist ein knapp ein Kilometer langer Bach in unterfränkischen Landkreis Main-Spessart, der aus nordwestlicher Richtung kommend von links in den Gespringsbach mündet.

## Verlauf
Der Riedbach entspringt im nordwestlichen Maindreieck auf der Marktheidenfelder Platte im Naturraum 133.01 Zellingen-Thüngersheimer Talweitung westlich von Zellingen auf einer Höhe von etwa 205 m ü. NHN  am Nordhang des Kirchberges (203 m), dem Ostsporn der Gespringshöhe (219 m) aus dem Wildbrunn.
Er fließt stark begradigt zunächst knapp 400 m südostwärts durch die Flur Riedwiesen, begleitet von einer zuerst üppigen, dann aber spärlichen Baumgalerie durch eine landwirtschaftlich genutzten Zone, quert dann einen Feldweg, läuft danach am südwestlichen Fuße der Lerlachshöhe (212 m) in der Flur Das Ried durch eine Kleingartenanlage an zwei kleinen Teichen vorbei und mündet schließlich auf einer Höhe von etwa 182 m bei zwei weiteren kleinen Teichen am Südwestrand von Zellingen ungefähr 200 m westsüdwestlich der Riedmühle von links in den aus dem Südwesten heranfließenden Gespringsbach.